# Carparachne aureoflava
Carparachne aureoflava är en spindelart som beskrevs av Lawrence 1966. Carparachne aureoflava ingår i släktet Carparachne och familjen jättekrabbspindlar.
Artens utbredningsområde är Namibia. Inga underarter finns listade.